# Micky Yanai

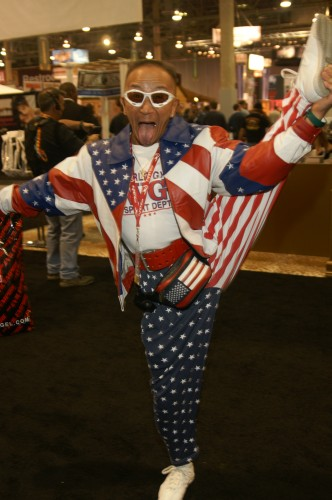
Mick Yanai tại Hội chợ Triển lãm Giải trí Người lớn AVN năm 2008.

Micky Yanai (tiếng Nhật: ミッキー 柳井, đã Latinh hoá: Mickii Liễu Tỉnh, sinh năm 1959) là nam diễn viên phim khiêu dâm nổi tiếng của Nhật Bản.

## Cuộc đời và sự nghiệp
Yanai được cho là người phát minh ra kỹ thuật tình dục nhào lộn mang tên "Helicopter Fuck", dù có người nói rằng kỹ thuật như vậy được tìm thấy trong tác phẩm Kama Sutra, hoặc ít nhất là trên phiên bản tạp chí Cosmopolitan. Ông thể hiện sự thành thạo kỹ thuật làm tình của mình qua loạt video dài tập đóng cho hãng KMP Million vào năm 2004.
Yanai đã trở thành một trong số ít những sao nam khiêu dâm người Nhật nổi danh ở phương Tây thông qua nhóm video do hãng V&R Planning sản xuất và được V&R International phát hành quốc tế tại Mỹ và các nơi khác vào năm 2003 và 2004 dưới dạng không che: Paradise of Japan 14: Helicopter Man (diễn chung với Akimoto Misuzu), Paradise of Japan 22: Helicopterman 2, và Paradise of Japan 28: Helicopterman 3.

## Phim tham gia từng phần
| Ngày phát hành      | Tên Video                                                                                            | Công ty & ID               | Nữ diễn viên                 |
| ------------------- | --- | -------------------------- | ---------------------------- |
| 22 tháng 1 năm 2004 | Ayu điên rồi ~. 3 Asakura Mio あゆっちゃおっかな～。3 朝倉海音                                       | KMP Million MILV-121 (VHS) | Asakura Mio                  |
| 27 tháng 2 năm 2004 | 8 tiếng tốt lành cùng Oikawa Nao 及川奈央 8時間いいとこどり                                          | KMP Million MILV-133 (VHS) | Oikawa Nao & Hasegawa Hitomi |
| 19 tháng 3 năm 2004 | Hãy cùng theo dõi sự trưởng thành của Kisaragi Karen! 如月カレンの成長を見守ろう！ 完全版            | KMP Million MILV-142 (VHS) | Kisaragi Karen               |
| 26 tháng 3 năm 2004 | 4 tiếng với Uehara Miyuki 上原深雪 4時間                                                             | KMP Million MILV-144 (VHS) | Uehara Miyuki                |
| 23 tháng 4 năm 2004 | Hoshino Momo đã trở lại với hàng triệu người! 星野桃がミリオンで大復活だー！！                       | KMP Million MILV-151 (VHS) | Hoshino Momo                 |
| 28 tháng 5 năm 2004 | Hoàn tất việc tóm lấy Nakajima Kyoko 完全攻略 中島京子                                               | KMP Million MILV-170 (VHS) | Nakajima Kyoko               |
| 18 tháng 6 năm 2004 | Bạn có thể ăn bao nhiêu chén cơm tùy thích với Double Boin! ダブルボインでごはん何杯でも食べられる！ | KMP Million MILV-177 (VHS) | Haruna Mai & Asahina Yui     |